# Liste von Krankenhäusern in Mülheim an der Ruhr
Diese Liste der Krankenhäuser in Mülheim an der Ruhr führt die aktuellen (und ehemaligen) Krankenhäuser in Mülheim an der Ruhr, Nordrhein-Westfalen, auf.

## Liste
| Name                                    | Eröffnung | Bemerkungen                                                                                                   | Bild |
| --------------------------------------- | --------- | --- | ---- |
| Evangelisches Krankenhaus Mülheim       | 1850      | |      |
| St. Marien-Hospital Mülheim an der Ruhr | 1887      | Träger: Contilia. 2013 Neubau.                                                                                |      |
| Augenheilanstalt Mülheim an der Ruhr    | 1907      | Von der Familie Stinnes gegründet. Neubau 1983 bis 1985, heute Fachabteilung des Evangelischen Krankenhauses. |      |